# Hertogdom Guastalla
Het hertogdom Guastalla was een historisch land in Italië, gelegen in de huidige regio Emilia-Romagna, rond de stad Guastalla
Guastalla was in de hoge middeleeuwen een van de vele stadstaten in Noord-Italië. In 1406 kwam Guido Torelli aan de macht, die vanaf 1428 de graventitel voerde. In 1456 deelden de broers Cristoforo Torelli en Pietro Guido I Torelli het graafschap en ontstond uit het westelijke deel en het gebied rond Casei het graafschap Montechiarugolo. 
In 1539 werd Guastalla door Luisa Torelli verkocht aan Ferrante Gonzaga, een jongere zoon van Francesco II van Mantua en stamvader van de tak Gonzaga-Guastalla. Zijn nakomelingen bleven het gebied regeren tot 1746 en werden in 1612 door keizer Matthias tot hertog verheven.
In 1746 stierf de laatste hertog Giuseppe Maria Gonzaga kinderloos en werd het geannexeerd door Oostenrijk. Na de Vrede van Aken werd het hertogdom aan de nieuwe hertog van Parma afgestaan en met dit hertogdom verenigd. 
Pauline Bonaparte, een zus van keizer Napoleon, was hertogin van Guastalla van 1806-1814 door toedoen van haar broer.
Het Congres van Wenen voegde in 1815 Bozzolo en Viadana bij het koninkrijk Lombardije-Venetië
In 1847 werd het gebied van het voormalige hertogdom op grond van het verdrag van Florence door de nieuwe hertog van Parma afgestaan aan het hertogdom Modena.